# Hoot (EP)
Hoot (Coreano: 훗; sub-titulado 009) é o terceiro mini-álbum do girl-group sul coreano Girls' Generation. O min-álbum contém cinco faixas e foi lançado pela SM Entertainment em 27 de outubro de 2010.

## Composição
A faixa título, "Hoot" foi composta pelos compositores e produtores dinamarqueses Martin Michael Larsson e Lars Halvor Jensen, de Deekay, ao lado do compositor britânico Alex James, com a intenção de criar uma "excitante canção up-tempo para uma artista ou grupo feminino". Foi originalmente intitulada "Bulletproof" e escrita em inglês.
"Mistake" é a segunda faixa, uma balada R&B escrita por Kwon Yuri que descreve uma garota que não consegue seguir em frente após um relacionamento com um garoto que lhe pediu para "esperar" por ele, mas no fim ele encontrou outra pessoa e ela se culpa por não ter tentado o suficiente para manter o amor entre eles. A terceira faixa, "My Best Friend", é uma canção de R&B contemporâneo escrita por Wheesung que fala sobre a amizade de Girls' Generation. A quarta faixa, "Wake Up", é uma canção electro-pop que carrega sintetizadores obscuros. "Snowy Wish" é a quinta faixa que corresponde a uma canção dance-pop.[carece de fontes?]

## Lançamento e divulgação
O grupo fez sua primeira performance da faixa-título "Hoot" em 29 de outubro de 2010 no Music Bank da KBS. "Hoot" também foi apresentada no Show! Music Core, Inkigayo e M! Countdown. A divulgação foi encerrada em 4 de dezembro de 2010 no Show! Music Core da MBC.

## Desempenho comercial
Um dia antes do lançamento oficial, foi anunciado que o mini-álbum já havia vendido mais de 150.000 cópias em pré-vendas. O mini-álbum atingiu o status de ouro no Japão por vender 100.000 cópias no país. De acordo com a Gaon Album Chart, Hoot é o terceiro álbum mais vendido de 2010 na Coreia do Sul, com 163.066 cópias vendidas. O mini-álbum foi listado pela Gaon Album Chart como o terceiro álbum mais vendido de 2010 na Coreia do Sul, com 163.066 cópias vendidas. Além disso, a faixa-título "Hoot" estreou no topo da parada oficial coreana, Gaon Digital Chart em 30 de outubro de 2010. A canção ganhou o título Triple Crown no Inkigayo em 28 de novembro de 2010 e ganhou cinco vezes no Music Bank da KBS.

## Lista de faixas
| Hoot – Edição padrão |                          |                                                                       |                                                 |         |  |
| N.º                  | Título                   | Compositor(es)                                                        | Produtor(es)                                    | Duração |  |
| 1.                   | "Hoot" (훗)              | John Hyunkyu Lee Alex James Lars Halvor Jensen Martin Michael Larsson | James DEEKAY                                    | 3:18    |  |
| 2.                   | "Mistake" (내 잘못이죠)  | Kwon Yu-ri Cheryl Yie Jean Na                                         | Kenzie                                          | 4:07    |  |
| 3.                   | "My Best Friend" (단짝)  | Wheesung Carsten Lindberg Joachim Svares Joleen Bell Michael Jay      | Great Dane Productions Joleen Bell Anderson Jay | 3:24    |  |
| 4.                   | "Wake Up"                | Kim Boo-min Hitchhiker                                                | Hitchhiker                                      | 3:15    |  |
| 5.                   | "Snowy Wish" (첫눈에...) | Hwang Hyun                                                            | MonoTree                                        | 3:28    |  |
| Duração total:       | Duração total:           | Duração total:                                                        | Duração total:                                  | 17:35   |  |

## Tabelas musicais

### Tabelas semanais
| Tabelas musicais (2010-2011)                               | Melhor posição |
| ---------------------------------------------------------- | -------------- |
| Japão (Oricon)                                             | 2              |
| Japão - Japanese Top Albums (Billboard)[carece de fontes?] | 2              |
| Coreia do Sul (Gaon)                                       | 1              |

### Tabelas de fim de ano
| Tabelas musicais (2010) | Melhor posição |
| ----------------------- | -------------- |
| Coreia do Sul (Gaon)    | 3              |

| Tabelas musicais (2011)                                    | Melhor posição |
| ---------------------------------------------------------- | -------------- |
| Japão (Oricon)[carece de fontes?]                          | 42             |
| Japão - Japanese Top Albums (Billboard)[carece de fontes?] | 43             |
| Coreia do Sul (Gaon)                                       | 88             |

## Certificações
| Região       | Certificado | Unidades certificadas/vendas |
| ------------ | ----------- | ---------------------------- |
| Japão (RIAJ) | Ouro        | 100.000                      |